# Noah Wyle
Noah Wyle ( 4. juni 1971) er en amerikansk film, tv - og teater skuespiller. Han er kendt for sine roller som Dr. John Carter i ER og som Tom Mason i Falling Skies. Han har også spillet Steve Jobs i docudrama Pirates of Silicon Valley (1999), Dr. Kenneth Monnitoff i Donnie Darko (2001) og Flynn Carsen i The Librarian- franchisen.

## Filmografi
- The Librarian: Quest for the Spear (2004)
- The Librarian: Return to King Solomon's Mines (2006)
- The Librarian: The Curse of the Judas Chalice (2008)